# Sweetest Thing
Sweetest Thing (of "The Sweetest Thing") is een nummer van de Ierse band U2.
Het nummer verscheen met live-versies van Twilight en An Cat Dubh als single in oktober 1998.
Sweetest Thing verscheen op de B-kant van Where the Streets Have No Name en op het verzamelalbum The Best Of 1980 - 1990 & B-Sides, waar twee uitvoeringen van waren verschenen, een met een grijze, en een met een bruine cover.
Het nummer werd voor het eerst live ten gehore gebracht tijdens de uitreiking van de Freedom of the City award in februari 2000 in Dublin.
Het verhaal gaat dat Bono dit nummer speciaal heeft geschreven voor zijn vrouw Ali Hewson omdat hij moest werken op haar verjaardag voor de opnames van het album The Joshua Tree. 
In de begeleidende Videoclip biedt hij haar daar samen met verscheidene bekende artiesten, zijnde Riverdance, Boyzone, Steve Collins, The Artare Boys Band, de Chippendales, The Edge, Adam Clayton, Larry Mullen jr., Norman Hewson (Bono's broer) en Dik Evans (The Edge's broer) zijn excuses voor aan. Ook is Ali zelf in de clip te zien.
De single werd een wereldwijde hit en behaalde in thuisland Ierland en in Canada de nummer 1-positie. In het Verenigd Koninkrijk werd de 3e positie in de UK Singles Chart behaald.
In Nederland werd de single destijds veel gedraaid op Radio 538, Veronica FM en Radio 3FM en werd een grote hit. Tevens was de single in week 44 van 1998 Alarmschijf op Radio 538. De single bereikte de 9e positie in de Nederlandse Top 40 op Radio 538 en de 7e positie in de Mega Top 100 op Radio 3FM.
In België bereikte de single de  23e positie in zowel de Vlaamse Ultratop 50 als de Vlaamse Radio 2 Top 30.

## Hitnoteringen

### Nederlandse Top 40
| Hitnotering: 07-11-1998 t/m 05-12-1998 | Hitnotering: 07-11-1998 t/m 05-12-1998 | Hitnotering: 07-11-1998 t/m 05-12-1998 | Hitnotering: 07-11-1998 t/m 05-12-1998 | Hitnotering: 07-11-1998 t/m 05-12-1998 | Hitnotering: 07-11-1998 t/m 05-12-1998 | Hitnotering: 07-11-1998 t/m 05-12-1998 |
| Week:                                  | 1                                      | 2                                      | 3                                      | 4                                      | 5                                      |                                        |
| -------------------------------------- | -------------------------------------- | -------------------------------------- | -------------------------------------- | -------------------------------------- | -------------------------------------- | -------------------------------------- |
| Positie:                               | 10                                     | 9                                      | 18                                     | 25                                     | 39                                     | uit                                    |

### Mega Top 100
| Hitnotering: 31-10-1998 t/m 16-01-1999 | Hitnotering: 31-10-1998 t/m 16-01-1999 | Hitnotering: 31-10-1998 t/m 16-01-1999 | Hitnotering: 31-10-1998 t/m 16-01-1999 | Hitnotering: 31-10-1998 t/m 16-01-1999 | Hitnotering: 31-10-1998 t/m 16-01-1999 | Hitnotering: 31-10-1998 t/m 16-01-1999 | Hitnotering: 31-10-1998 t/m 16-01-1999 | Hitnotering: 31-10-1998 t/m 16-01-1999 | Hitnotering: 31-10-1998 t/m 16-01-1999 | Hitnotering: 31-10-1998 t/m 16-01-1999 | Hitnotering: 31-10-1998 t/m 16-01-1999 | Hitnotering: 31-10-1998 t/m 16-01-1999 |
| Week:                                  | 1                                      | 2                                      | 3                                      | 4                                      | 5                                      | 6                                      | 7                                      | 8                                      | 9                                      | 10                                     | 11                                     |                                        |
| -------------------------------------- | -------------------------------------- | -------------------------------------- | -------------------------------------- | -------------------------------------- | -------------------------------------- | -------------------------------------- | -------------------------------------- | -------------------------------------- | -------------------------------------- | -------------------------------------- | -------------------------------------- | -------------------------------------- |
| Positie:                               | 10                                     | 7                                      | 12                                     | 25                                     | 30                                     | 36                                     | 42                                     | 53                                     | 60                                     | 66                                     | 75                                     | uit                                    |

### Vlaamse Ultratop 50
| Hitnotering: 31-10-1998 t/m 19-12-1998 | Hitnotering: 31-10-1998 t/m 19-12-1998 | Hitnotering: 31-10-1998 t/m 19-12-1998 | Hitnotering: 31-10-1998 t/m 19-12-1998 | Hitnotering: 31-10-1998 t/m 19-12-1998 | Hitnotering: 31-10-1998 t/m 19-12-1998 | Hitnotering: 31-10-1998 t/m 19-12-1998 | Hitnotering: 31-10-1998 t/m 19-12-1998 | Hitnotering: 31-10-1998 t/m 19-12-1998 | Hitnotering: 31-10-1998 t/m 19-12-1998 |
| Week:                                  | 1                                      | 2                                      | 3                                      | 4                                      | 5                                      | 6                                      | 7                                      | 8                                      |                                        |
| -------------------------------------- | -------------------------------------- | -------------------------------------- | -------------------------------------- | -------------------------------------- | -------------------------------------- | -------------------------------------- | -------------------------------------- | -------------------------------------- | -------------------------------------- |
| Positie:                               | 42                                     | 23                                     | 31                                     | 31                                     | 38                                     | 41                                     | 46                                     | 49                                     | uit                                    |

### Vlaamse Radio 2 Top 30
| Hitnotering: 07-11-1998 | Hitnotering: 07-11-1998 | Hitnotering: 07-11-1998 |
| Week:                   | 1                       |                         |
| ----------------------- | ----------------------- | ----------------------- |
| Positie:                | 23                      | uit                     |

### NPO Radio 2 Top 2000
| Nummer met noteringen in de NPO Radio 2 Top 2000 | '09  | '10 | '11  | '12  | '13  |
| ------------------------------------------------ | ---- | --- | ---- | ---- | ---- |
| Sweetest Thing                                   | 1972 | -   | 1713 | 1981 | 1722 |

1. ↑  Een '-' betekent dat het nummer niet was genoteerd en een vetgedrukt getal geeft de hoogste notering aan.
2. ↑  2009 was het eerste jaar met een notering voor dit nummer.
3. ↑  Deze tabel is bijgewerkt tot en met de laatste editie (2024).

Bono · The Edge · Adam Clayton · Larry Mullen jr.